# Procimidon
A procimidon a Sumitomo japán cég által 1977 körül kifejlesztett növényvédőszer (peszticid). Haraszt- és csalánirtásra, valamint – mint dikarboxamid fungicidet - gombaölőszerként használják.
Kockázata miatt használatát az Európai Unióban csak 18 hónapra, 2007. január 1. és 2008. június 30. között engedélyezték, de csak meghatározott növények és alkalmazási módok esetén, számos kockázatcsökkentő intézkedés betartása mellett.

## Fordítás
- Ez a szócikk részben vagy egészben  a   Procymidone című angol Wikipédia-szócikk fordításán alapul.  Az eredeti cikk szerkesztőit annak laptörténete sorolja fel. Ez a jelzés csupán a megfogalmazás eredetét és a szerzői jogokat jelzi, nem szolgál a cikkben szereplő információk forrásmegjelöléseként.
- Ez a szócikk részben vagy egészben  a   Procymidon című holland Wikipédia-szócikk fordításán alapul.  Az eredeti cikk szerkesztőit annak laptörténete sorolja fel. Ez a jelzés csupán a megfogalmazás eredetét és a szerzői jogokat jelzi, nem szolgál a cikkben szereplő információk forrásmegjelöléseként.

## Külső hivatkozások
- Pesticide Properties DataBase, University of Hertfordshire, UK (angolul)
- EU Pesticides Database (angolul)